# Bastion de Guise
Le bastion de Guise est un édifice situé dans la ville de Dijon, dans la Côte-d'Or en région Bourgogne-Franche-Comté.

## Histoire
Le bastion de Guise fut construit en 1548.
Le bastion de Guise est inscrit au titre des monuments historiques par arrêté du 21 décembre 1944.